# Bursa Büyükşehir Belediyesi
Bursa Büyükşehir Belediyesi – żeński klub piłki siatkowej z Turcji. Został założony w 1980 roku z siedzibą w mieście Bursa. Występuje w Voleybolun 1.Ligi.

## Sukcesy
Puchar Challenge:
- 2015, 2017
- 2018

## Kadra

### Sezon 2017/2018
- 1.  Yaren Hatipoğlu
- 2.  Aylin Sarıoğlu
- 3.  Gizem Karadayı
- 5.  Ergül Avcı
- 6.  Charlotte Leys
- 7.  Fatma Yıldırım
- 8.  Asli Tecimer
- 9.  Yvon Beliën
- 10.  Ołeksandra Bitsenko
- 11.  Nilay Özdemir
- 14.  Emilija Nikołowa
- 15.  Nurhan İnce
- 16.  İkbal Albayrak
- 17.  Cansu Aydınoğulları
- Nikalina Bashnakova

### Sezon 2016/2017
- 2.  Aylin Sarıoğlu
- 3.  Ceren Cihan
- 5.  Yaren Hatipoğlu
- 6.  Melisa Kerem
- 7.  Fatma Yıldırım
- 8.  İpek Soroğlu
- 9.  Özge Çemberci
- 10.  Merve Tanıl
- 11.  Joyce Silva
- 14.  Ivana Miloš
- 15.  Nuran İnce
- 16.  İkbal Albayrak
- 18.  Dóra Horváth

### Sezon 2015/2016
- 1.  Joyce Silva
- 2.  Aylin Sarıoğlu
- 3.  Birgül Güler
- 5.  Ciara Michel
- 6.  Frauke Dirickx
- 7.  Gözde Dal
- 8.  İpek Soroğlu
- 9.  Yaren Hatipoğlu
- 11.  Buse Kayacan
- 12.  Jelena Nikolić
- 13.  Selime İlyasoğlu
- 17.  Cansu Aydınoğulları

### Sezon 2014/2015
- 1.  Dušanka Karić
- 3.  Seda Uslu Eryüz
- 4.  Prisilla Rivera
- 8.  İpek Soroğlu
- 9.  Birgül Güler
- 10. Merve Gülaç
- 11. Yonkaira Peña
- 12. Selen Kafardar
- 13. Meryem Boz Çalık
- 14. Ivana Miloš
- 16. Sedef Sazlıdere
- 17. Aylin Sarıoğlu
- 18. Duygu Düzceler

### Sezon 2013/2014
- 1.  Kenny Moreno
- 2.  Nefize Gaffaroğlu
- 3.  Birgül Güler
- 7.  Pınar Cankarpusat
- 8.  Mia Jerkov
- 10. Merve Gülaç
- 11. Selen Kafadar
- 12. Gözde Dal
- 15. Ana Tiemi
- 16. Sedef Sazlıdere
- 17. Aylin Sarıoğlu
- 18. Duygu Düzceler